# Fridrih fon Esmarh
Johan Fridrih August fon Esmarh (9. januar 1823 — Kil, 23. februar 1908) je bio nemački hirurg, autor mnogih inovacija u hirurgiji, član berlinske komisije za vojne bolnice, direktor hirurške klinike u Kilu od 1854 do penzionisanja 1899 i zajedno sa Louisom Štromejerom (Georg Friedrich Louis Stromeyer, 1804−1876) i Ernstom fon Bergmanom (1836—1907),  jedan od tri najznačajnija predstavnika ratne hirurgije konzervativnog smera u Nemačkoj.

## Životni put
Fridrih fon Esmarh je rođen 9. januara 1823. u Teningu, a umro 23. februara 1908. u Kilu. Pod uticajem oca, koji se bavio lekarskom praksom, Fridrih je upisao studije medicine u Kilu 1843, a nastavio ih i diplomirao u Getingenu 1848.. Još kao student od 1846. Fridrih je bio asistent fon Langenbeka u Kilu. Docent medicine je postao 1852, vanredni profesor 1854, a redovni profesor 1857.. Direktor Hirurške klinike u Kilu postao je 1854.i na toj dužnosti je bio neprekidno do penzionisanja 1899. Tokom 1866. Fridrih je postao član berlinske komisije za vojne bolnice i supervizor hirurškog rada. Nakon penzionisanja Fridrh je imenovan za državnog savetnik i na toj dužnosti, dobio je titulu ekselencije.
Fridrih Esmarh se ženio dva puta. Prvi put ćerkom svog učitelja Langenbeka, sa kojom je imao sina Ervina (Erwin von Esmarch (1855–1915), koji je bio poznati nemački bakteriolog (opisao je Rhodospirillum rubrum). Drugi put, 1872, princezom Henrijetom (Henriette Elisabeth, 1833–1917) ćerkom Fridriha Hercoga (Christian Karl Friedrich August Herzog von Schleswig-Holstein-Sonderburg-Augustenburg) i danske princeze. Henrijeta je bila i bratanica princeze Auguste Viktorije, čime mu je Wilhelm II postao ujak i od koga je Fridrih dobio naslednu plemićku titulu 1877. Iz ovog braka rodio mu se sin Karl Friedrich von Esmarch (1874–1929), koji se nije bavio medicinom.

### Učešće u ratovima
Prvi put kao „mlađi hirurg“, Fridrih je stupio je u vojni sanitet i sa njim odlazi u rat 1848, koji je Šlezije (Schleswig-Holstein) vodila protiv Danske. U tom ratu Esmarh je jedno vreme bio i ratni zarobljenik. Tokom katkog prekida ratovanja, Fridrih je postao docent i ovoga puta kao „stariji hirurg“ ponovo se vratio na ratište.
Tokom 1864 Fridrih je ponovo učestvovao u ratu koji je Šlezija vodila protiv Danske.
U francusko-pruskom ratu 1870, Fridrih je učestvovao kao general-hirurg i radio je; prvo na organizaciji dobrovoljnog rada u Kilu i Hamburgu, a potom, u Berlinu, kao hirurg-konsultant.

## Dela
Zahvaljujući svojim uspesima u organizaciji i hirurškom zbrinjavanju ranjenika, (posebno u njihovoj trijaži i evakuaciji) Fridrih je postao jedan od najvećih autoriteta u ratnoj hirurgiji onog doba ali i kasnije.
Organizovao je obuku i za civilne i vojne hirurge, a mnogobrojne publikacije koje je objavio samo su povećale njegovu slavu. Napisao je 1872. delo „Ratno-hirurška tehnika“… „koje je ubrzo u Srbiji preveo dr Vladan Đorđević“…
Fridrih je usavršio „prvi zavoj“, uveo primenu trougle marame (Esmarhova marama), popularizovao je metodu veštačke hemostaze (zaustavljanja krvarenja) pomoću elastične poveske (Esmarhova poveska ili Esmarhova hemostaza) i jednostavnu manipulaciju otvaranja disajnog puta u besvesnim stanjima bolesnika (Heiberg-Esmarchova manipulacija).
Sa Langenbekom Fridrih je počeo primenu etarske anestezije 1847, a kasnije je konstruisao jednostavnu masku sa gazama za etarsku i hloroformsku inhalacionu anesteziju (Esmarhova maska). Konstruisao je i mnoge medicinske instrumente (makaze, makaze za zavoje, hvataljke (peane), forceps itd) koje nose eponim po njemu.
Fridrih je bio član hirurških društava u Londonu, Belgiji, Švedskoj i SAD. Proglašen je za počasnog građanina Kila 1903.

### Napomene
1. ↑   najznačajniji su predstavnici ratne hirurgije konzervativnog pravca u Nemačkoj. Ovakav stav je zauzela i hirurška sekcija istorijskog VII. međunarodnog medicinskog kongresa održanog 1881. u Londonu.

## Spoljašnje veze
- (језик: немачки) „Große Forscher von der Förde”. Архивирано из оригинала 21. 07. 2007. г.